# إيليان تريفونوف
إيليان تريفونوف (بالبلغارية: Илиян Трифонов)‏ هو لاعب كرة قدم بلغاري في مركز الوسط، ولد في 30 سبتمبر 1984 في فيليكو ترنوفو في بلغاريا. لعب مع سلافيا صوفيا.

## وصلات خارجية
- إيليان تريفونوف على موقع قاعدة بيانات كرة القدم.إي يو (الإنجليزية)
- إيليان تريفونوف على موقع Soccerway.com (الإنجليزية)